# Emir Kusturica
Emir Kusturica (udtales Kusturitsa, tr. Emir Kusturica; født 24. november 1954) er en bosnisk filminstruktør. Han vandt Den Gyldne Palme på Filmfestivalen i Cannes for filmen Underground (1995).

## Filmografi
- Guernica 1978, kortfilm
- Do You Remember Dolly Bell? (Sjećaš li se, Dolly Bell) 1981
- When Father Was Away on Business (Otac na službenom putu) 1985
- Time of the Gypsies (Dom za vešanje) 1988
- Arizona Dream, 1993
- Underground, 1995
- Black Cat, White Cat (Crna mačka, beli mačor) 1998
- Super 8 Stories 2001, dokumentar
- Livet er et Vidunder (Život je čudo), 2004